# The Empty Foxhole
《The Empty Foxhole》은 1966년 블루 노트 레코드에서 발매된 미국의 재즈 색소폰 연주자이자 작곡가 오넷 콜먼의 음반이다. 이 음반에는 콜먼의 바이올린과 트럼펫 연주뿐만 아니라 그가 평소 사용하는 악기인 알토 색소폰 연주가 수록되어 있으며, 당시 10살이었던 그의 드러머 아들 데나르도 콜먼의 녹음 데뷔를 기념한다. 음반 커버에는 콜먼의 삽화에 수록되어 있다.

## 평가
| 전문가 평가                         | 전문가 평가 |
| 평가 점수                           | 평가 점수   |
| 출처                                | 점수        |
| ----------------------------------- | ----------- |
| Allmusic                            | [ 2 ]       |
| The Rolling Stone Jazz Record Guide | [ 3 ]       |
| Tom Hull                            | B+          |

음반에 대한 비판적인 반응은 발매 당시 혼재되어 있었고 계속 이어지고 있다. 셸리 맨, 프레디 허버드 등 일각에서는 데나르도의 드럼을 초보적인 것으로 간주하며 이를 실수라고 판단하기도 했다. 다른 이들은 그의 어린 나이에도 불구하고, 데나르도는 몇 년 동안 드럼을 공부했고, 비록 세련되지는 않았지만, 그의 기술은 서니 머리와 같은 펄스 중심의 프리 재즈 드러머들에게 더 많은 영향을 받았다고 언급했다. 스티브 휴이의 올뮤직 리뷰는 이 음반에 별 3개를 주면서 "모든 것을 고려해 볼 때, 이 음악은 콜먼의 가장 예외적인 노력 중 하나가 아닐 수 있지만, 《The Empty Foxhole》이 그것만큼 훌륭하다는 사실에 영감을 주는 것이 있다"고 말했다. 로버트 스펜서의 《올 어바웃 재즈》 리뷰는 "오넷 콜먼은 전통적인 음악가는 아니지만, 나쁜 음반을 만들기에는 너무 많은 음악적 재능을 가지고 있다. 이곳의 음악은 블루 노트, 혹은 그 어느 곳에서나 나온 대부분의 다른 음악들과는 다르지만, 이 친구들이 가장 매끄러운 악기 연주자들이 아니라는 것을 알아차리거나 신경 쓰지 않는 사람들은 이 음반을 즐길지도 모른다."라고 말했다.

## 곡 목록
모든 곡들은 오넷 콜먼에 의해 작곡하였다.
| #  | 제목                  | 재생 시간 |
| -- | --------------------- | --------- |
| 1. | 〈Good Old Days〉     | 6:52      |
| 2. | 〈The Empty Foxhole〉 | 3:22      |
| 3. | 〈Sound Gravitation〉 | 7:18      |
| 4. | 〈Freeway Express〉   | 8:20      |
| 5. | 〈Faithful〉          | 7:07      |
| 6. | 〈Zig Zag〉           | 5:57      |